# Ruchama Avraham

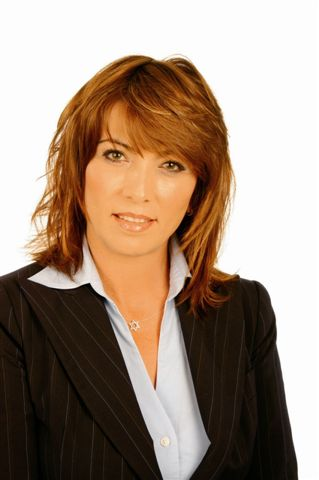
Avraham Balila 2008

Ruchama Avraham Balila (hebräisch רוחמה אברהם בלילא; * 29. Januar 1964 in Rishon LeZion) ist eine israelische Politikerin, die als Knessetabgeordnete des Likud und der Kadima von 2003 bis 2013 tätig war. Sie war stellvertretende Innenministerin, Ministerin für Tourismus und Ministerin ohne Geschäftsbereich, zuständig für die Beziehungen zur Knesset.

## Leben
Die Politikerin wurde als Tochter sephardischer Einwanderer aus der Türkei geboren. Nachdem sie ihren Wehrdienst abgeleistet hatte, machte sie einen Bachelor in Politikwissenschaften an der Bar-Ilan University.
Bei den Knessetwahlen 2003 wurde sie auf Platz 17 der Wahlliste des Likud in die Knesset gewählt. Zunächst arbeitete sie als Mitglied der Komitees der Finanz- und Volkswirtschaft, außerdem war sie auch in den Komitees tätig, die sich für die Emanzipation und Gleichstellung von Frauen und für die Verbesserung der Rechte von Gastarbeitern einsetzten. Am 30. März 2005 wurde sie zur stellvertretenden Ministerin für innere Angelegenheiten ernannt; dieses Amt hatte sie bis zum 4. Mai 2006 inne.
2005 wechselte sie zur Kadima. Mit dem Listenplatz 6 auf Kadimas Wahlliste bei den Knessetwahlen 2006 wurde sie erneut gewählt. Im selben Jahr begann jedoch eine Untersuchung einer Bestechungsaffäre, in die Avraham und Eli Aflalo verwickelt gewesen sein sollen. Ihnen wurde vorgeworfen, dass die halbstaatliche Landwirtschafts-Exportfirma Agrexco ihnen eine Reise in Höhe von 6.800 Dollar zuzüglich 4.388 Dollar Spesen bezahlt hätte. Im Anschluss an die Reise berief Avraham eine Sondersitzung des Innenkomitees der Knesset ein, dem sie selbst nicht angehörte und in der über einen Ausgleich für die hohen Ausfuhrabgaben durch Agrexco verhandelt wurde. 2008 wurde sie auf Kaution freigelassen; mangels Beweisen wurde keine Anklage erhoben. Trotzdem wertete der Generalstaatsanwalt Menachem Masus Avrahams Verhalten als „unwürdig, unsauber, Verletzung der Verhaltensregeln der Knesset und an der Grenze zur Straftat“.
Bei einer Kabinettsumbildung im Juli 2007 wurde sie zur Ministerin ohne Geschäftsbereich, zuständig für die Beziehungen zu der Knesset ernannt. Im Juli 2008 wurde sie Ministerin für Tourismus. Bei den Wahlen 2009 stand sie auf Platz 8 von Kadimas Wahlliste und wurde wiedergewählt. Im Oktober 2012 kündigte sie an, dass sie sich aus der Politik zurückziehen werde.
Sie ist Mutter zweier Kinder, spricht Ivrith, Ladino und Englisch.